# Congomochtherus penicullatus
Congomochtherus penicullatus är en tvåvingeart som först beskrevs av Speiser 1910.  Congomochtherus penicullatus ingår i släktet Congomochtherus och familjen rovflugor. Inga underarter finns listade i Catalogue of Life.